# Clypastraea montana
Clypastraea montana är en skalbaggsart som först beskrevs av Thomas Casey 1900.  Clypastraea montana ingår i släktet Clypastraea och familjen punktbaggar. Inga underarter finns listade i Catalogue of Life.